# Spoiwo farby drukowej
Spoiwo farby drukowej – substancje występujące w farbach drukowych, których zadaniem jest między innymi:
- zwilżanie pigmentu na etapie produkcji farby, dzięki czemu w dalszych etapach można ten pigment zdyspergować (tworzenie zawiesiny)
- wpływanie na właściwości reologiczne farby, a tym samym jej płynięcie przez maszynę drukarską, czyli tak zwaną drukowalność farby
- wiązanie pigmentu z podłożem (decydują o adhezji farby), zapewniają połysk, odporność na ścieranie, elastyczność.

W zależności od rodzaju farby (techniki druku) w farbie występuje 15–60% spoiwa.
| Rodzaj farby                          | Spoiwo                                                                                  | Dodatek              | Rozcieńczalnik/rozpuszczalnik                                            | Zastosowanie                            |
| ------------------------------------- | --------------------------------------------------------------------------------------- | -------------------- | ------------------------------------------------------------------------ | --------------------------------------- |
| Offsetowa zwojowa utrwalana na gorąco | żywica fenolowa, żywica węglowodorowa                                                   | wosk PTFE (teflon)   | olej mineralny                                                           | publikacje komercyjne                   |
| Offsetowa arkuszowa                   | żywica fenolowa modyfikowana kalafonią, żywica alkidowa modyfikowana olejem lnianym     | wosk PTFE (teflon)   | olej mineralny                                                           | publikacje komercyjne, pudełka składane |
| Wklęsłodrukowa                        | sole Zn, Ca, kwasów żywicznych, żywica EHEC (etylohydroksyetyloceluloza), plastyfikator | wosk PE (polietylen) | toluen, ksylen, węglowodór alifatyczny                                   | czasopisma                              |
| Wklęsłodrukowa                        | chlorokauczuk, żywica fenolowa, plastyfikator                                           | wosk PE (polietylen) | toluen, octan etylu                                                      | katalogi                                |
| Wklęsłodrukowa                        | nitroceluloza, żywica maleinowa, plastyfikator                                          | wosk PTFE (teflon)   | etanol, octan izopropylu, eter glikolu etylenowego                       | karton                                  |
| Fleksograficzna                       | kopolimer kwasu akrylowego i etylenu, amoniak (roztwór)                                 | wosk PE (polietylen) | woda, alkohol                                                            | tektura falista, worki wielowarstwowe   |
| Fleksograficzna                       | żywica maleinowa, nitroceluloza, plastyfikator                                          | wosk PE (polietylen) | etanol, octan etylu                                                      | papier, tektura lita                    |
| Sitodrukowa                           | kopolimer akrylowy, żywica winylowa                                                     | brak                 | ester glikolu etylenowego, ksylen, węglowodór alifatyczny, keton         | arkusze tworzyw sztucznych              |
| Sitodrukowa                           | estry kalofoniowe, żywica EHEC (etylohydroksyetyloceluloza)                             | brak                 | ester glikolu etylenowego, węglowodór alifatyczny, węglowódr aromatyczny | papier, plakaty, ekrany reklamowe       |
| Inkjet                                | pochodna celulozy                                                                       | brak                 | woda, MEK (keton etylowometylowy), glikol etylenowy                      | drukowanie z ciągłym natryskiem         |